# Reference Catalogue of Bright Galaxies
Der Reference Catalogue of Bright Galaxies mit seinen beiden Aktualisierungen ist ein von Gérard de Vaucouleurs und Mitarbeitern zusammengestellter Katalog heller Galaxien. Gebräuchlich sind die Abkürzungen RC1 bis RC3.
Ziel aller Versionen des RC war, für helle und gut untersuchte Galaxien wichtige Daten wie Durchmesser, Helligkeit, Farbe, Rotverschiebung und Klassifizierung sowie Identifikation mit anderen Galaxienkatalogen und Literaturreferenzen zusammenzustellen.  Der RC1 (1964) enthielt Daten für 2599 Objekte, von denen sich für sechs später herausstellte, dass sie nicht Galaxien sind.  RC2 (1976) enthielt 4364 Objekte (zwei davon keine Galaxien), und die dritte Version (RC3, 1991) 23024 Galaxien. Während die ersten beiden Versionen Daten bekannter Galaxien ohne den Versuch der Vollständigkeit bis zu einer bestimmten Grenze sammelten, strebt ein Teil des RC3 Vollständigkeit für alle Galaxien mit Durchmesser über 1 Bogenminute, Blauhelligkeit unter 15.5 Magnituden, und Rotverschiebung unter 15000 km/s an. 11897 Galaxien im RC3 erfüllen diese Bedingungen.
Der Reference Catalogue of Bright Galaxies enthielt damit wesentlich mehr Objekte als der Shapley-Ames-Katalog und ersetzte diesen für viele Zwecke.
Der RC3 enthält auch weitere Informationen wie die von IRAS gemessene Helligkeit im fernen Infrarot, und Messungen in der 21cm-Linie atomaren Wasserstoffs.